# Anan, Tokushima
Anan (阿南市 Anan-shi) là thành phố thuộc tỉnh Tokushima, Nhật Bản. Tính đến ngày 1 tháng 10 năm 2020, dân số ước tính thành phố là 69.470 người và mật độ dân số là 250 người/km2. Tổng diện tích thành phố là 279,3 km2.